# سجن العزولي
سجن العزولي يقع داخل معسكر الجلاء بمحافظة الإسماعيلية في مصر. ويتبع القوات المسلحة المصرية لا وزارة الداخلية. وجاء في تقرير لمنظمة «أمنستي» الحقوقية أن مئات المعتقلين هناك بدون محاكمة يتعرضون للتعذيب من أجل الضغط عليهم للاعتراف بجرائم لم يرتكبوها.